# Elección al Senado de los Estados Unidos en Virginia Occidental de 2020
La Elección al Senado de los Estados Unidos en Virginia Occidental se llevó a cabo el 3 de noviembre de 2020, para elegir a un miembro del Senado de los Estados Unidos para representar al Estado de Virginia Occidental, al mismo tiempo que las elecciones presidenciales de los Estados Unidos de 2020, así como otras elecciones al Senado de Estados Unidos en otros estados, elecciones a la Cámara de Representantes de Estados Unidos y diversas elecciones estatales y locales.

## Elección general

### Predicciones
| Fuente                | Clasificación | Desde                  |
| --------------------- | ------------- | ---------------------- |
| Cook Political Report | Sólido        | 29 de octubre de 2020  |
| Inside Elections      | Sólido        | 28 de octubre de 2020  |
| Sabato's Crystal Ball | Sólido        | 2 de noviembre de 2020 |
| 270toWin              | Sólido        | 2 de noviembre de 2020 |
| Político              | Sólido        | 2 de noviembre de 2020 |

### Encuestas
| Fuente de la encuesta | Fecha(s) de realización | Tamaño de muestra | Margen de error | Shelley Moore Capito (R) | Paula Jean Swearengin (D) | David Moran (L) | Otro Indecisos |
| --------------------- | ----------------------- | ----------------- | --------------- | ------------------------ | ------------------------- | --------------- | -------------- |
| Research America Inc. | 6-9 de octubre de 2020  | 450 (LV)          | ± 4.6%          | 53%                      | 33%                       | 5%              | 9%             |

#### Encuesta hipotética
| Fuente de la encuesta     | Fecha(s) de realización | Tamaño de muestra | Margen de error | Shelley Moore Capito (R) | Republicano genérico | Otro Indecisos |
| ------------------------- | ----------------------- | ----------------- | --------------- | ------------------------ | -------------------- | -------------- |
| Public Policy Polling (D) | 13-14 de junio de 2017  | 762 (V)           | ± 3.4%          | 48%                      | 35%                  | 17%            |

### Resultados
| Elección al Senado de los Estados Unidos en Virginia Occidental de 2020 | Elección al Senado de los Estados Unidos en Virginia Occidental de 2020 | Elección al Senado de los Estados Unidos en Virginia Occidental de 2020 | Elección al Senado de los Estados Unidos en Virginia Occidental de 2020 | Elección al Senado de los Estados Unidos en Virginia Occidental de 2020 | Elección al Senado de los Estados Unidos en Virginia Occidental de 2020 |
| Partido                                                                 | Partido                                                                 | Candidato/a                                                             | Votos                                                                   | %                                                                       |                                                                         |
| ----------------------------------------------------------------------- | ----------------------------------------------------------------------- | ----------------------------------------------------------------------- | ----------------------------------------------------------------------- | ----------------------------------------------------------------------- | ----------------------------------------------------------------------- |
|                                                                         | Republicano                                                             | Shelley Moore Capito (titular)                                          | 547,454                                                                 | 70.28%                                                                  |                                                                         |
|                                                                         | Demócrata                                                               | Paula Jean Swearengin                                                   | 210,309                                                                 | 27.0%                                                                   |                                                                         |
|                                                                         | Libertario                                                              | David Moran                                                             | 21,155                                                                  | 2.72%                                                                   |                                                                         |
| Total                                                                   | Total                                                                   | Total                                                                   | 778,918                                                                 | 100.0%                                                                  |                                                                         |
| Margen de victoria                                                      | Margen de victoria                                                      | Margen de victoria                                                      | 337,145                                                                 | 43.28%                                                                  |                                                                         |
|                                                                         | Control Republicano                                                     |                                                                         |                                                                         |                                                                         |                                                                         |